# Opernhaus am Taschenberg

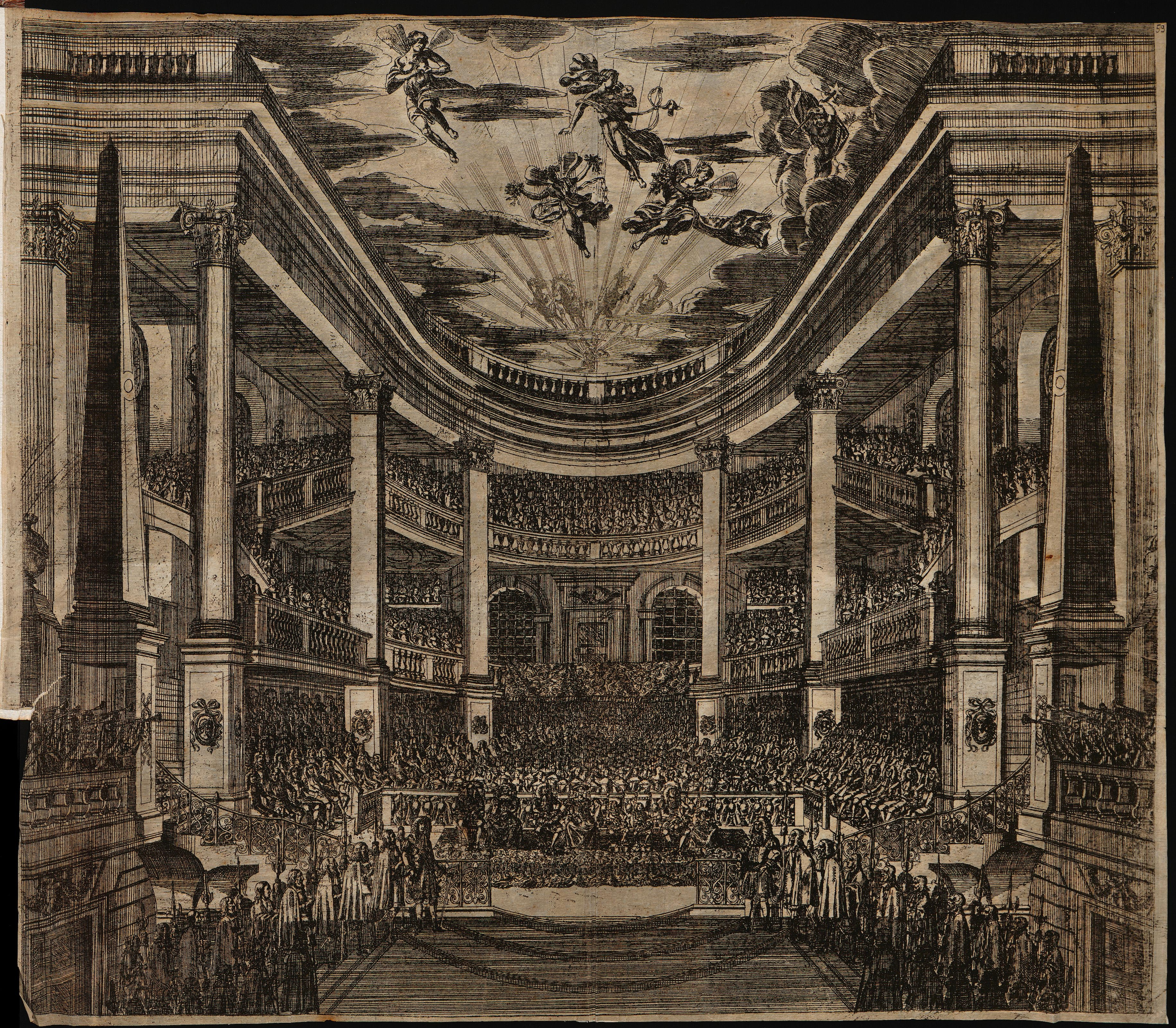
Der Zuschauerraum des Opernhauses im Jahr 1678

Das Opernhaus am Taschenberg (auch Klengelsches Opernhaus oder Komödienhaus am Taschenberg) war ein Theatergebäude in Dresden. Das 1664 bis 1667 von Wolf Caspar von Klengel erbaute erste Dresdner Opernhaus fasste bis zu 2000 Besucher und war eines der größten europäischen Theater seiner Zeit. 1707 entstanden Planungen, das Opernhaus wieder in ein Ballhaus umzubauen, die aber nicht umgesetzt wurden, im gleichen Jahr entschied man sich für den Plan, das Gebäude zur katholischen Hofkapelle umzubauen. Weitere Nutzungsphasen als Werkstatt des Orgelbauers Gottfried Silbermanns sowie als Archiv folgten, bevor es 1888 abgebrochen wurde.

## Innerstädtische Lage

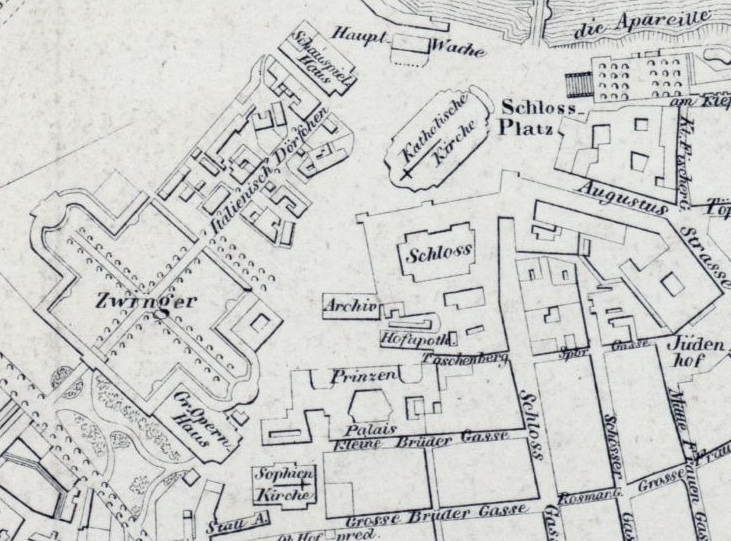
Dieser Stadtplan von 1828 verzeichnet das ehemalige Opernhaus am Taschenberg in der Bildmitte bereits als „Archiv“.

Das Opernhaus wurde am Taschenberg auf dem Platz eines 1597 von Paul Buchner entworfenen Ballhauses erbaut. Es grenzte unmittelbar an die südwestliche Ecke des Residenzschlosses Dresden und war mit diesem über einen Gang verbunden.

## Gebäude

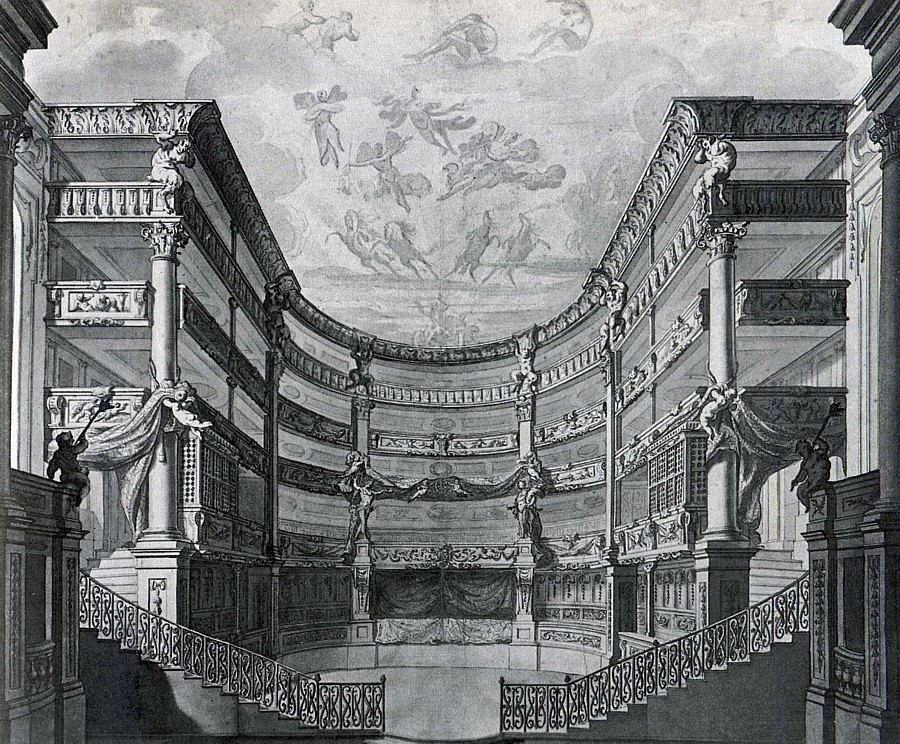
Der 1691 zum Logentheater umgebaute Zuschauerraum

Das Äußere des aus Pirnaer Sandstein errichteten Opernhauses war eher schlicht, das Innere dagegen schmuckvoll ausgeführt. Mit großen Säulen und zwei Obelisken erinnerte die Gestaltung des Innenraums an die Formensprache antiker Architektur. Der Zuschauerraum maß mehr als 16 Meter Breite und mehr als 20 Meter Länge. Um den Zuschauerraum des Parterres führten zwei hufeisenförmige Ränge; nach oben hin schloss eine flache Decke den Zuschauerraum ab. Sie zierte eine 1677 ausgeführte Plafondmalerei von Johann Oswald Harms, die Helios mit dem Sonnenwagen darstellte, dem die rosenfingrige Eos mit einer Schar von Genien voranfliegt. Von der Bühne trennte den Zuschauerraum ein Proszenium, auf dem die Leibgarde Aufstellung fand. Die Bühne selbst war 25 Meter tief und konnte zehn Kulissen aufnehmen.
Der zeitgenössische italienische Historiker Gregorio Leti beschrieb das Opernhaus so: „Das Comödienhaus […] mit Bogen, Säulen und Balkonen von Marmor könnte prächtiger nicht sein, als es ist, und es gibt vermutlich kein andres so schön und gediegen erbautes in Europa.“
1691 wurde das Oberhaus in ein Logentheater umgebaut, dabei aber das Deckengemälde von Harms beibehalten.

## Geschichte

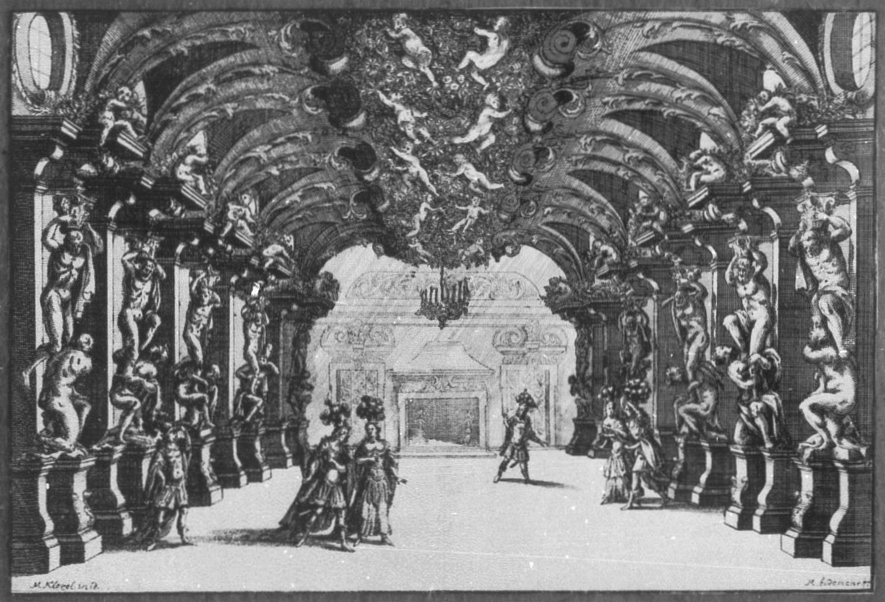
Bühnenbild der Oper Camillo Generoso von Carlo Luigi Pietragrua im Jahr 1693

Die Oper im heutigen Sinn entstand Ende des 16. Jahrhunderts in Florenz und gewann zunächst in Italien und später auch in Deutschland an Popularität. In der zweiten Hälfte des 17. Jahrhunderts begründeten alle wichtigen deutschen Fürsten eigene Hoftheater und in Sachsen ließ der kunstsinnige Kurfürst Johann Georg II. im Jahr 1664 den Grundstein für das Opernhaus am Taschenberg legen, das 1667 eröffnet wurde. Zur Eröffnung kam die Oper Il teseo von Pietro Andrea Ziani (Libretto: Giovanni Andrea Moniglia) zur Aufführung und auch später dominierte die italienische Oper die Aufführungspraxis. Am 9. Februar 1672 fand die Uraufführung der frühesten vollständig erhaltenen deutschen Oper Drama oder Musikalisches Schauspiel von der Dafne von Marco Giuseppe Peranda und Giovanni Andrea Bontempi statt. Unter Johann Georg III. wurde Carlo Pallavicino Kapellmeister und Leiter der Italienischen Oper in Dresden, aber auch deutsche Musiker wie Christoph Bernhard wirkten am Opernhaus am Taschenberg. Im Jahr 1691 baute Johann Georg Starcke das Opernhaus zu einem Vierrangtheater nach italienischem Vorbild um.

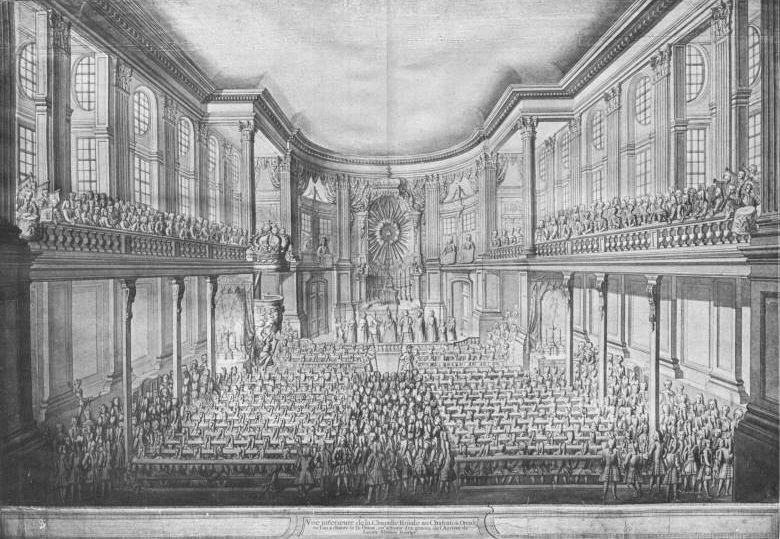
Der Innenraum nach dem Umbau zur katholischen Hofkapelle (1719)

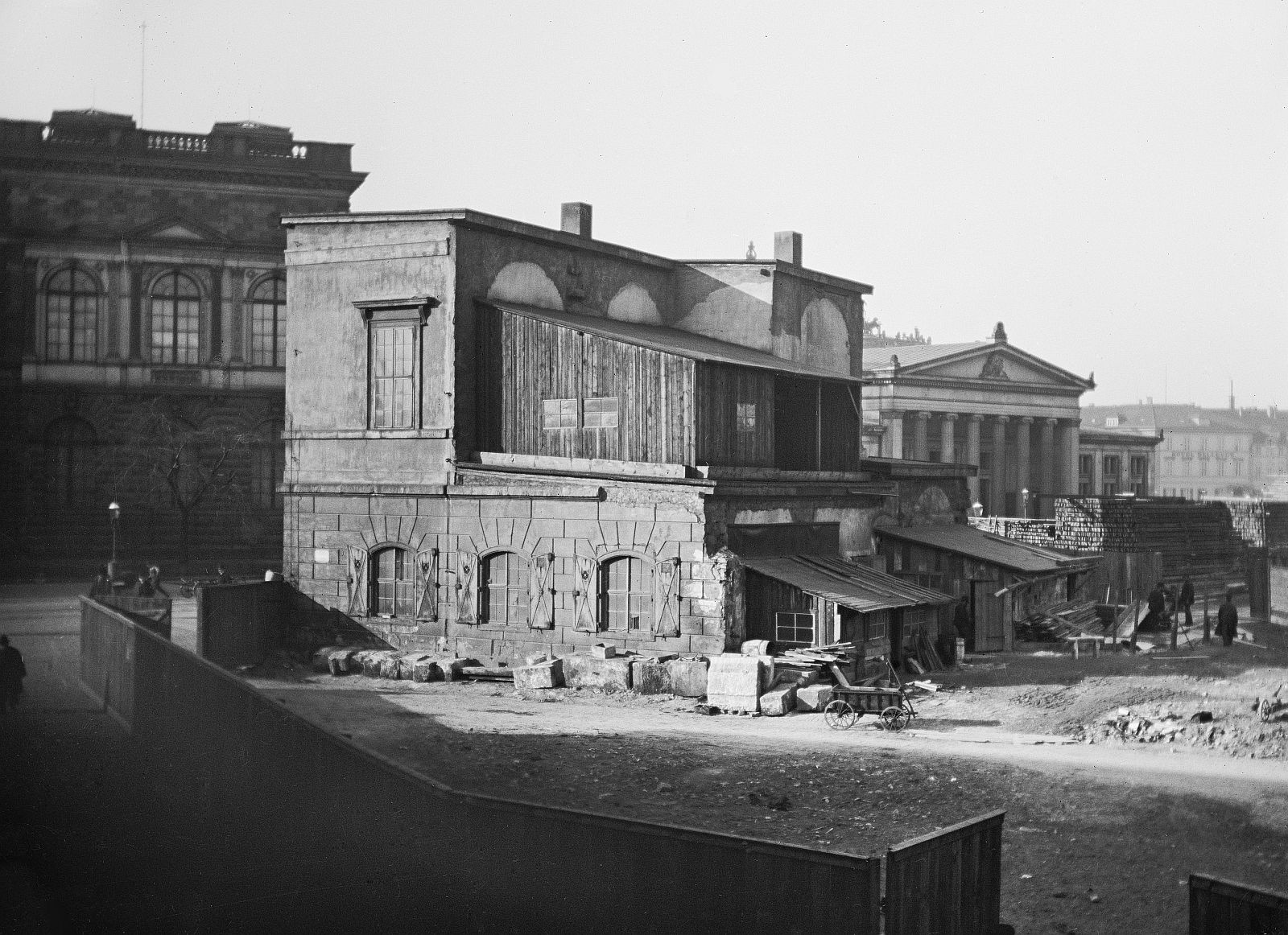
Das schon fast abgebrochene Gebäude um 1888, Ansicht von Südosten (Fotografie von Ermenegildo Antonio Donadini)

Der zum katholischen Glauben übergetretene Friedrich August I. von Sachsen ließ 1707 bzw. 1708 das Opernhaus in eine katholische Hofkapelle umgestalten, die am 7. April 1708 zu Ehren der Heiligsten Dreifaltigkeit geweiht wurde. Den Umbau leitete Johann Christoph von Naumann; für die Einrichtung war Raymond Leplat zuständig. Gottfried Silbermann erbaute 1720 die Orgel für die neue Kapelle. Balthasar Permoser schuf für den Dreifaltigkeitsaltar dieser neuen Kirche 1725 die überlebensgroßen Kirchenväter Augustinus und Ambrosius aus Lindenholz, die heute in der Hofkirche stehen. Nach Vollendung der Hofkirche 1755 wurde die Hofkapelle wieder zum Ballhaus umgebaut, das 1802 durch Johann Gottlob Hauptmann eine klassizistische Fassade erhielt. Ab 1804 wurde es zum Archivgebäude umgebaut und 1888 abgerissen. Von 1896 stand bis zu seiner Zerstörung 1945 der Wettin-Obelisk von Johannes Schilling an dieser Stelle.
Mit dem Umbau zur katholischen Hofkapelle hatte Dresden zunächst – für ein reichliches Jahrzehnt – kein Opernhaus mehr. Erst in Vorbereitung der anstehenden Feierlichkeiten der Vermählung des Kurprinzen von Sachsen, des späteren Kurfürsten Friedrich August II., wurde 1718–1719 mit dem Opernhaus am Zwinger ein neues Opernhaus gebaut.